# Shelbourne Hotel
Le Shelbourne Hotel est un célèbre hôtel situé dans un bâtiment classé du côté nord de St Stephen's Green, à Dublin, en Irlande. Actuellement exploité par Marriott International, l'hôtel dispose de 265 chambres et a rouvert en mars 2007, après avoir subi dix-huit mois de rénovation.

## Histoire
Le Shelbourne Hotel a été fondé en 1824 par Martin Burke, originaire du comté de Tipperary, lorsqu'il a acquis trois maisons de ville attenantes donnant sur St Stephen's Green - l'un des plus grands squares d'Europe. Burke a nommé son nouveau grand hôtel The Shelbourne, d'après William Petty, 2e Comte de Shelburne.
Au début des années 1900, Alois Hitler Jr, l'ancien demi-frère d'Adolf Hitler, a travaillé dans l'hôtel à Dublin.
Au cours de l'insurrection de Pâques en 1916, l'hôtel était occupé par 40 troupes Britanniques sous les ordres du capitaine Andrews. Leur objectif était de lutter contre la Irish Citizen Army commandés par Michael Mallin.
En 1922, la Constitution Irlandaise a été rédigée dans la chambre 112, maintenant connue sous le nom de Salle de La Constitution.
Le tirage au sort de la phase finale de la Ligue des nations de l'UEFA 2018-2019 se tient au Shelbourne Hotel le 3 décembre 2018 à 14h30.

## Littérature
L'hôtel a fait l'objet de deux histoires, la première par Elizabeth Bowen et la seconde "The Shelbourne et Ses Stars" par Michael O'Sullivan (avec Bernardine O'Neill) Blackwater Press Dublin 1999.
Le roman Ulysse de James Joyce comprend également une référence à l'hôtel (U 15.2994).

## Galerie

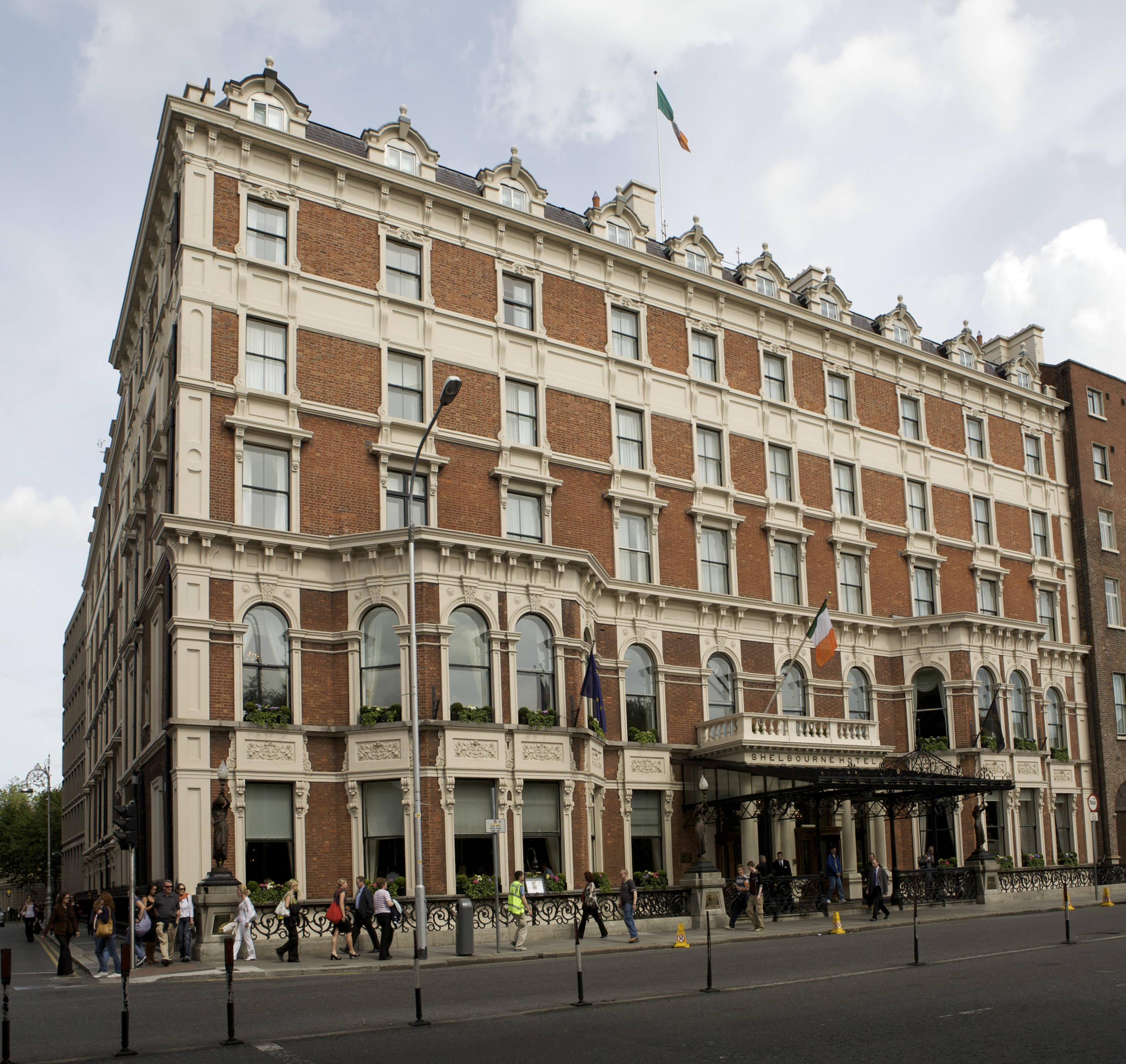
Le Shelbourne Hotel, en 2008
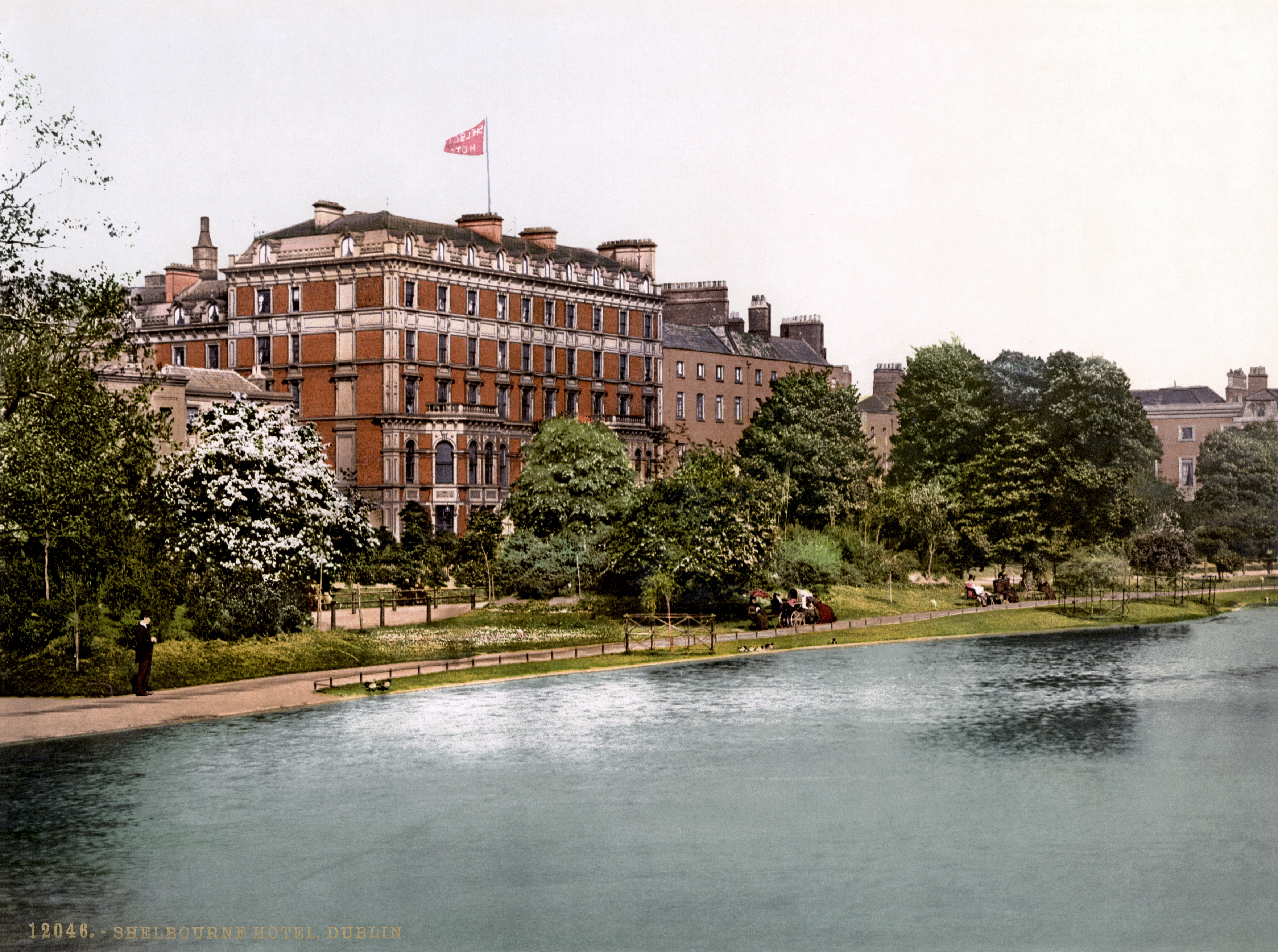
Shelbourne Hotel, vers 1900
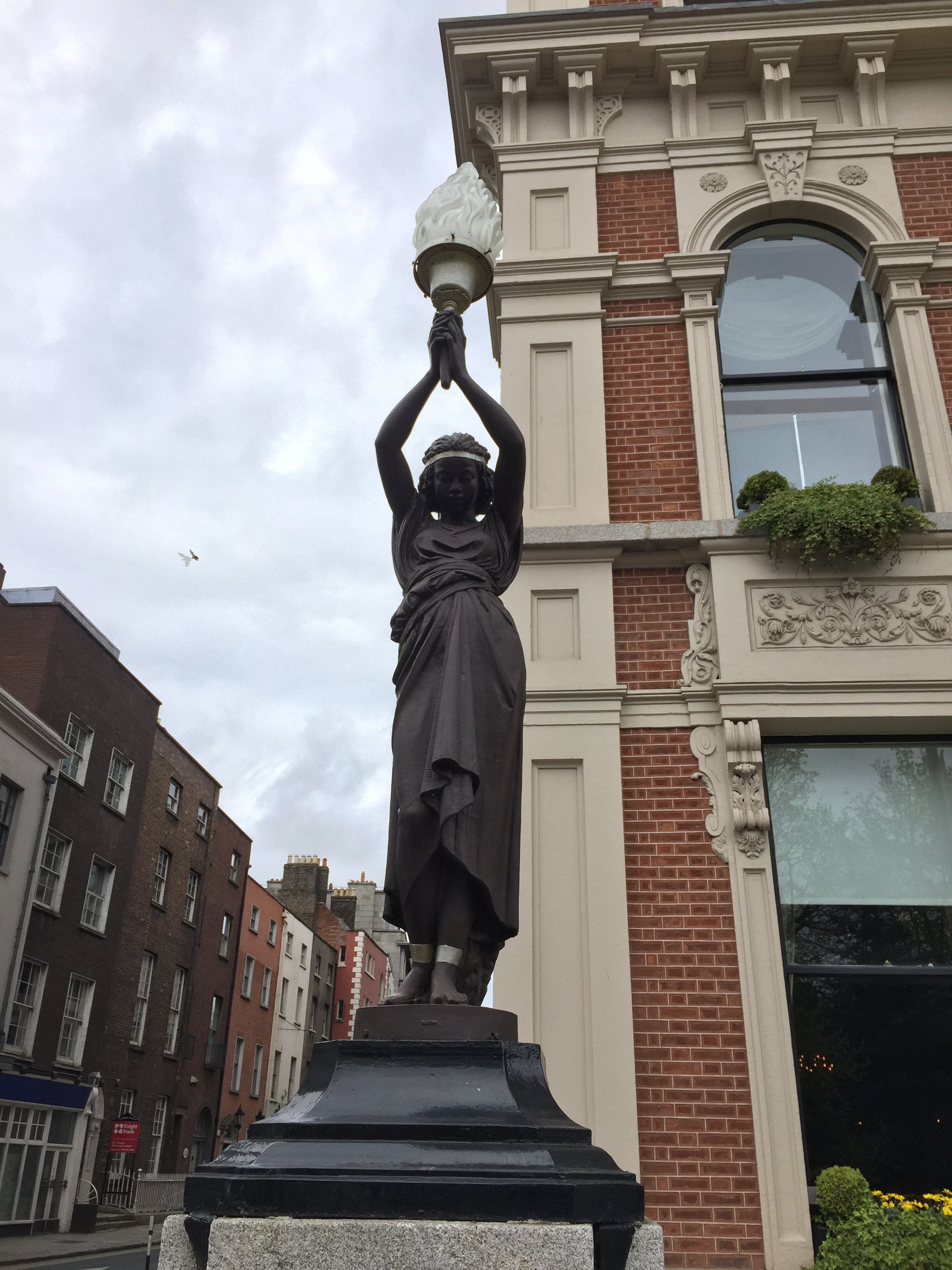
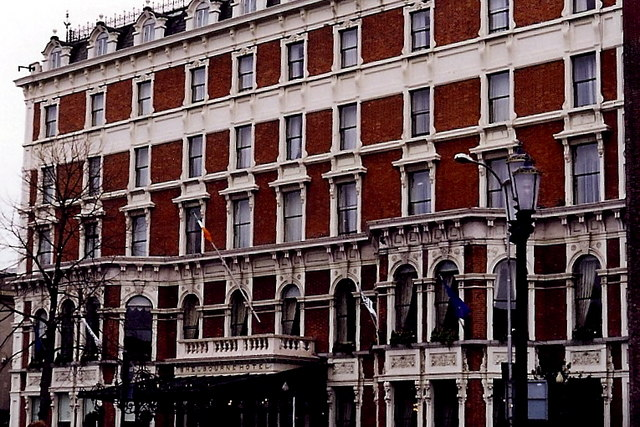